# Карауыл Конай-бия
Карауыл Конай-бия (каз. Қарауыл Қонай би, до 2001 г. — Карабулак) — село в Зерендинском районе Акмолинской области Казахстана. Административный центр сельского округа им. Конай-бия. Код КАТО — 115665100.

## География
Село расположено на юго-востоке района, в 30 км на восток от центра района села Зеренда. Село расположено возле озера Даулет.

### Ближайшие населённые пункты
- село Малика Габдуллина в 7 км на западе,
- село Дороговка в 9 км на юге,
- аул Желтау в 14 км на севере,
- село Игилик в 16 км на северо-востоке.

## Население
В 1989 году население села составляло 925 человек (из них казахов 100%).
В 1999 году население села составляло 687 человек (347 мужчин и 340 женщин). По данным переписи 2009 года в селе проживало 356 человек (176 мужчин и 180 женщин).
| Численность населения | Численность населения | Численность населения |
| 1989                  | 1999                  | 2009                  |
| --------------------- | --------------------- | --------------------- |
| 925                   | ↘687                  | ↘356                  |